# Agência de viagens
Agência de Viagens ou Agência de Turismo é um tipo de empresa que tem como finalidade a comercialização de passagens, passeios, viagens ou excursões.